# Allium canadense
Allium canadense es una especie de planta bulbosa del género Allium, perteneciente a la familia de las amarilidáceas, del orden de las Asparagales. Originaria de América del Norte.

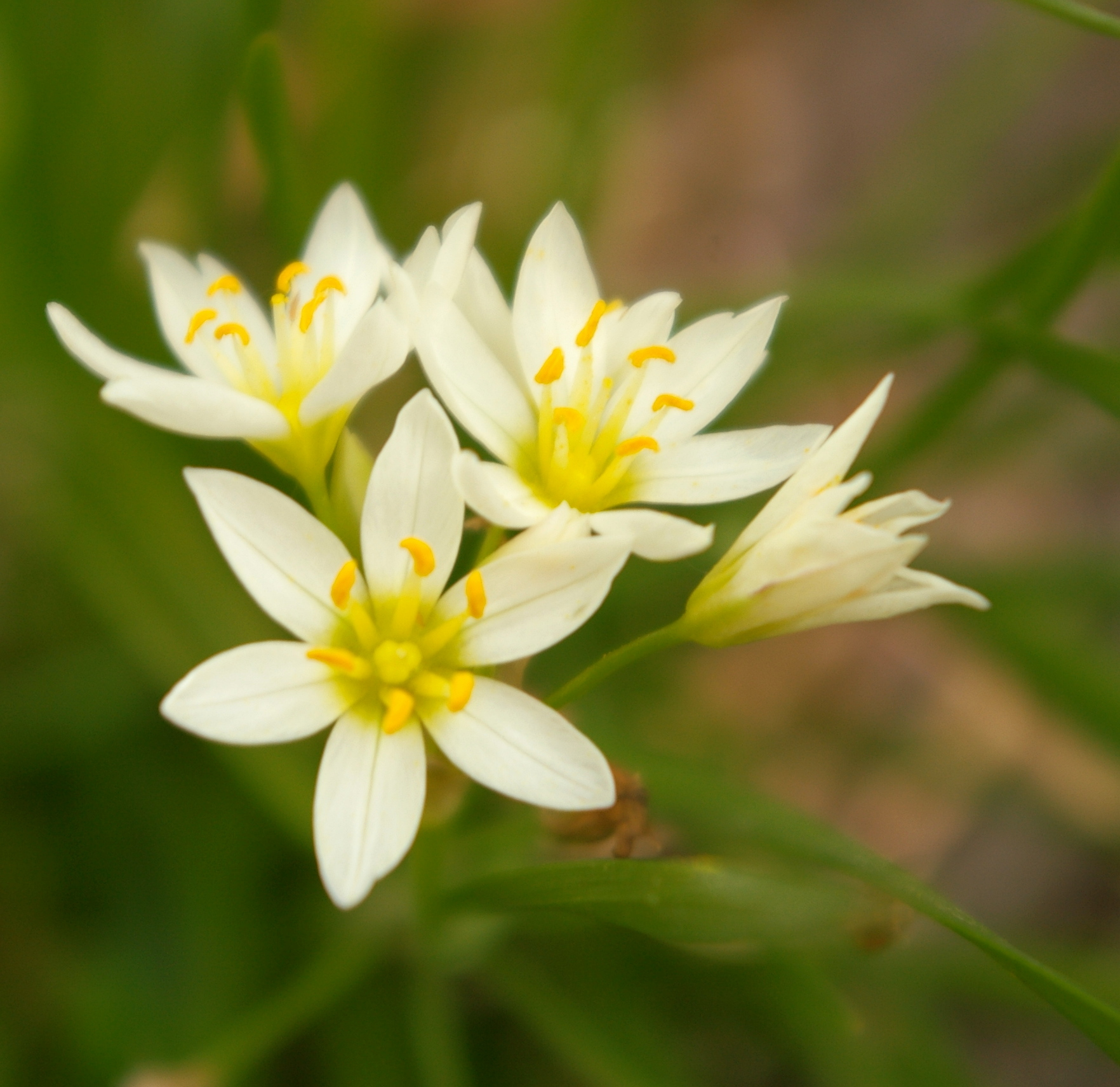
Vista de la flor

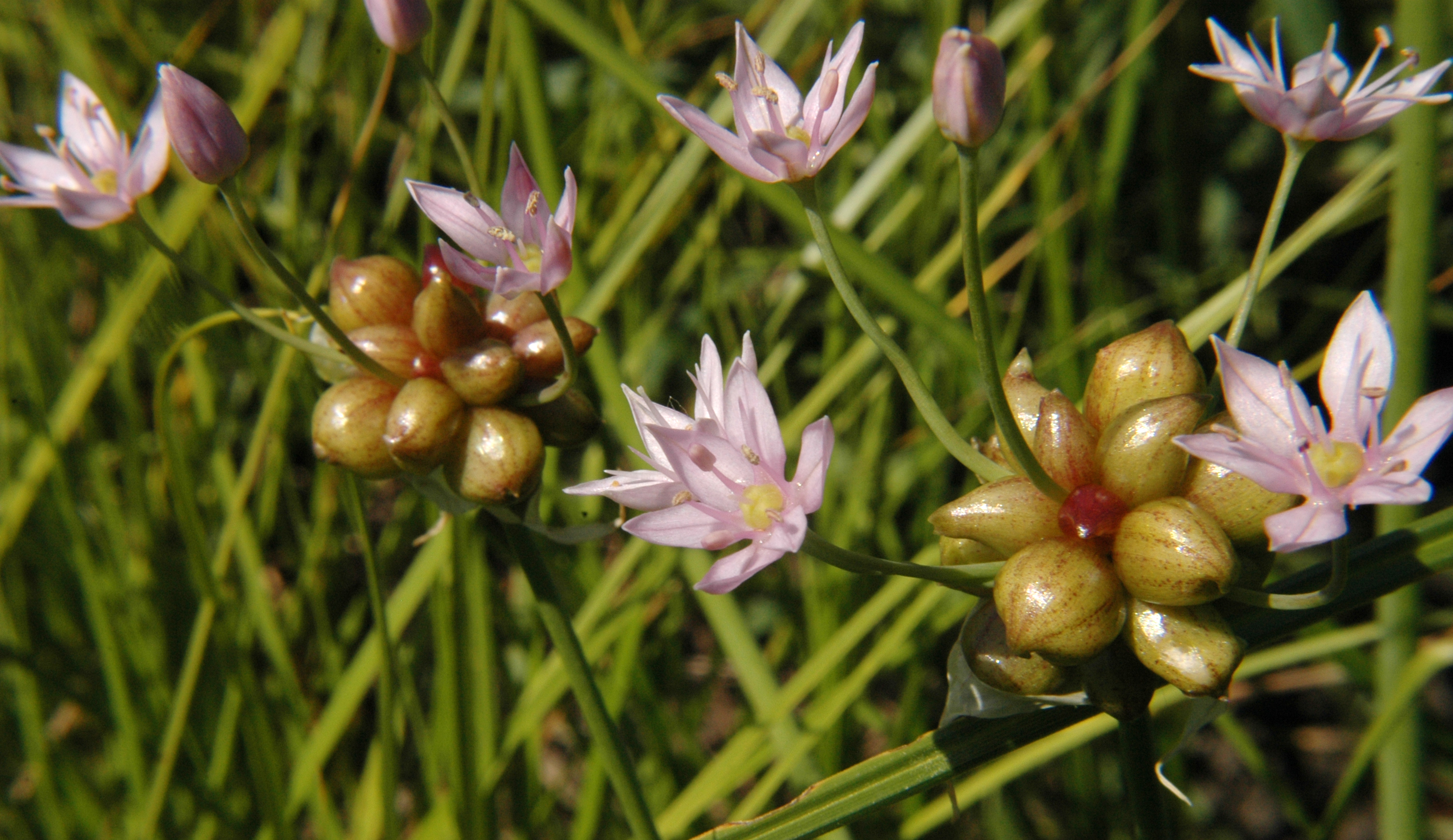
Detalle de la planta

## Descripción
Allium canadense, tiene un bulbo comestible cubierto con una piel densa de fibras de color marrón y sabor a cebolla. La planta también tiene fuerte olor a cebolla. La especie Allium vineale  es similar, pero tiene un sabor fuerte de ajo.
Las hojas estrechas se originan cerca de la base del tallo, que está coronado en la cúpula por un grupo de flores en forma de estrella, de color rosa o blanco. Estas flores pueden ser parcial o totalmente sustituidas por bulbillos. Cuando están presentes, las flores son hermafroditas (tienen órganos masculinos y femeninos) y son polinizadas por abejas y otros insectos. Por lo general florecen en la primavera y principios del verano, de mayo a junio.

## Taxonomía
Allium canadense fue descrita por  Carlos Linneo y publicado en Species Plantarum 2: 1195, en el año 1753. (1 de mayo de 1753)
- El Allium canadense descrito por Schult. & Schult.f. es el Allium vineale de L.

Etimología
Allium: nombre genérico muy antiguo. Las plantas de este género eran conocidos tanto por los romanos como por los griegos. Sin embargo, parece que el término tiene un origen celta y significa "quemar", en referencia al fuerte olor acre de la planta. Uno de los primeros en utilizar este nombre para fines botánicos fue el naturalista francés Joseph Pitton de Tournefort (1656-1708).
canadense: epíteto geográfico que alude a su localización en Canadá.
Variedades aceptadas
- Allium canadense var. canadense
- Allium canadense var. ecristatum Ownbey
- Allium canadense var. hyacinthoides (Bush) Ownbey
- Allium canadense var. lavandulare (Bates) Ownbey & Aase
- Allium canadense var. mobilense (Regel) Ownbey

Sinonimia
- Kalabotis canadensis (L.) Raf.[5]